# ماکی نو کاتا
ماکی نو کاتا (به ژاپنی: 牧の方 まきのかた)، تولد نامشخص- مرگ نامشخص - از اواخر دوره هی‌آن تا اوایل دوره کاماکورا، همسر یا کی‌شیتسو هوجو توکیماسا نخستین شیکن در شوگون‌سالاری کاماکورا بود.
به گفته گوکانشو، پدر و یا برادر بزرگترش ماکی مونه‌چیکا نام دارد. در آزوما کاگامی، مونه‌چیکا موشا و توکیچیکا، فرماندار بیزن اوکا، هر دو برادر ماکی هستند (از رابطه مونه‌چیکا موشا و توکیچیکا، فرماندار بیزن اوکا خبری نیست). علاوه بر این، طبق این نظریه که ماکی مونچیکا همان شخص فوجیوارا مونچیکا، برادرزاده ایکزنی است، که گفته می‌شود پس از شورش هیجی جان میناموتو نو یوریتومو را نجات داده است، ماکی با خواهرزاده ایکزننی مرتبط است و توسط یوریتومو نیز گرامی داشته شده است فرض می‌شود که فرزندان او شامل هوجو ماسانوری (ja:北条政範)، خانواده هیراگا توموماسا (بعدها خانواده فوجیوارا کونیمیچی)، خانواده اوتسونومیا یوریتسونا و خانواده بومون تاداکیو بودند.